# La quimera
La quimera (títol original en italià, La chimera) és una pel·lícula de comèdia dramàtica del 2023 escrita i dirigida per Alice Rohrwacher. La pel·lícula és protagonitzada per Josh O'Connor en el paper d'un arqueòleg britànic que s'involucra en una xarxa internacional d'objectes etruscos robats durant la dècada de 1980. Carol Duarte i Isabella Rossellini també apareixen en papers secundaris. S'ha subtitulat al català.

## Sinopsi
A finals de la dècada dels 80, l'arqueòleg anglès Arthur (Josh O’Connor), retorna a Riparbella (Toscana), després de passar un temps a la presó. El jove té dots de visionari i capacitat de trobar tresors enterrats, cosa que no vol explotar més ja que li ha causat problemes amb la justícia.
Després de retrobar-se amb la histriònica Flora (Isabella Rossellini), que habita en un decadent palau junt a la seva criada Italia (Carol Duarte), i malgrat no voler-ne saber res dels tombaroli, espoliadors que viuen de desenterrar les tombes etrusques dels jaciments situats als voltants, acaba liderant una excèntrica banda d'aquests delinqüents. Per als tombaroli, la quimera del títol és la consecució de fer-se ric amb el mínim esforç per a deixar de treballar. Tanmateix, per a l’Artur, la quimera és retrobar la Beniamina, la filla de Flora, la dona que estimava i que va desaparèixer. Per trobar-la, Arthur desafia el que és invisible, busca a tot arreu, s'endinsa a la terra, a la recerca de la porta al més enllà de la que parlen els mites.
En aquesta pel·lícula, Rohrwacher reincideix amb la fórmula de realisme màgic que barreja capes d’història i de realitat en una faula sobre un buscador de tresors amb un do: saber on són, gràcies a la seva capacitat per detectar buits aparentment invisibles. Una al·legoria que en són moltes, d’una grata però enganyosa lleugeresa.

## Repartiment
- Josh O'Connor com a Arthur
- Isabella Rossellini com a Flora
- Carol Duarte com a Italia
- Alba Rohrwacher com a Frida
- Vicente Nemolato com a Pirro
- Lou Roy-Lecollinet com a Mélodie
- Gian Piero Capretto com a Mario
- Ramona Fiorini com a Fabriana
- Giuliano Mantovani com a Jerry
- Melchiorre Pala com a Melchiorre
- Yile Vianello com a Beniamina
- Julia Pandolfo com a Colombina

## Reconeixements[6]
D'A Film Festival Barcelona
- Premi D’A film festival 2024

76è Festival Internacional de Cinema de Canes
- Premi AFCAE.[7]

National Board of Review
- Qualificada entre les cinc millors pel·lícules estrangeres del 2023.[8]

Festival Internacional de Cinema de Chicago
- Hugo de Plata a la millor fotografia
- Hugo de Plata al millor repartiment

Premis de Cinema Europeu
- Millor direcció artística

Mostra Internacional de Cinema de São Paulo
- Premi del Públic

SEMINICI (Setmana Internacional de Cinema de Valladolid)
- Espiga de Plata a la millor pel·lícula